# Marek Kuchciński

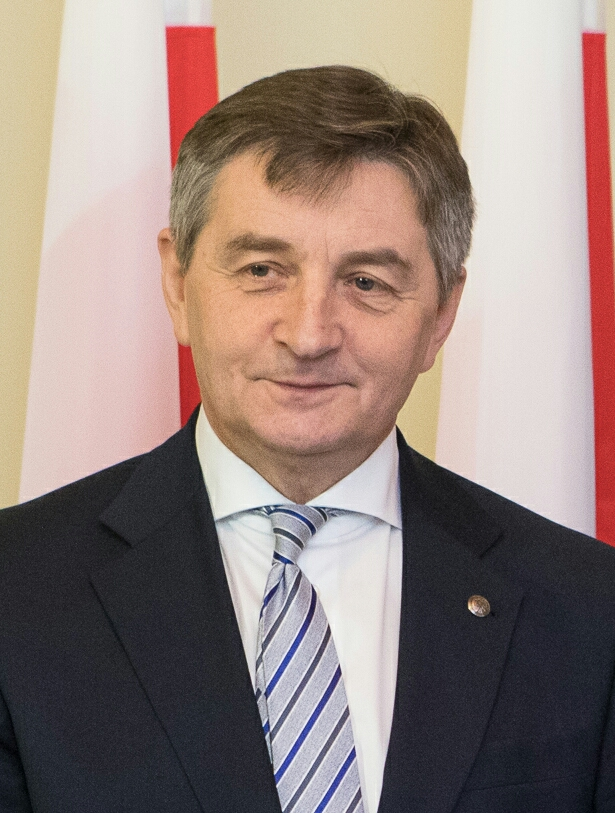
Marek Kuchciński

Marek Tadeusz Kuchciński (* 9. August 1955 in Przemyśl) ist ein polnischer Politiker der nationalpopulistischen Partei Recht und Gerechtigkeit (PiS). Er galt als Vertrauter des PiS-Gründers Jarosław Kaczyński. Nach dem PiS-Sieg bei den Parlamentswahlen 2015 wurde er zum Sejmmarschall gewählt. Da er in diesem Amt die Flugbereitschaft der Luftstreitkräfte über Gebühr genutzt hatte und außerdem dabei auch wiederholt Familienmitglieder mitnehmen ließ, musste er im August 2019 unter dem Druck der Öffentlichkeit zurücktreten. Im Oktober 2022 übernahm er die Leitung der Kanzlei des Ministerpräsidenten Mateusz Morawiecki.

## Leben
In seiner Jugend fühlte er sich nach eigenen Angaben mit der Hippie-Bewegung verbunden und probierte auch Drogen. Nach dem Abitur studierte er an der Jagiellonen-Universität in Krakau Kunstgeschichte, brach das Studium aber ab, um an einer Landwirtschaftsakademie eine Ausbildung als Gartentechniker zu absolvieren.
In den 1980er Jahren engagierte er sich in kirchennahen regimekritischen Gruppierungen. Er war einer der Herausgeber der Untergrundzeitschrift Strych Kulturalny, von der insgesamt vier Ausgaben erschienen, er gehörte zu den Organisatoren der „Tage der christlichen Kultur“ in Przemyśl sowie der regimekritischen Plastikenausstellung „Mensch – Gott – Welt“. Auch war er für das vom Regime verbotene Gesamtpolnische Komitee des Bauernwiderstands (Ogólnopolski Komitet Oporu Rolników) tätig. Im September 1985 wurde er von der Geheimpolizei SB wegen des Verbreitens antikommunistischer Schriften verhaftet, nach zwei Monaten kam er aus der Untersuchungshaft frei, im Rahmen der allgemeinen Amnestie von 1986 wurde das Verfahren eingestellt, doch wurde Kuchciński bis 1989 vom SB überwacht.
1989 war er im „Bürgerkomitee Solidarność“ in der Woiwodschaft Przemyśl aktiv. Von 1990 bis 1999 gehörte er der von Jarosław Kaczyński gegründeten konservativen Partei Zentrumsallianz (Porozumienie Centrum) an. Danach trat er der kurzlebigen Allianz der polnischen Christdemokraten (Porozumienie Polskich Chrześcijańskich Demokratów) bei. 2001 wurde er Mitglied der PiS.
In den Jahren 1994 bis 1999 war er Stadtrat von Przemyśl. Von 1999 bis 2001 war er stellvertretender Woiwode der Woiwodschaft Podkarpackie (Karpatenvorland).
Bei den Sejmwahlen 2001 wurde er über die Liste der PiS in den Sejm gewählt. Er war stellvertretender Vorsitzender der polnisch-ukrainischen Parlamentariergruppe. Bei den Parlamentswahlen 2005 wurde er erneut für die PiS in den Sejm gewählt, 2006 übernahm er das Amt des Fraktionsvorsitzenden. Bei den Parlamentswahlen 2007 wurde er mit 35.060 Stimmen zum dritten Mal Abgeordneter für den Wahlkreis Krosno. Er übernahm den Vorsitz des Sejmausschusses für Umweltschutz. 2008 wurde er zum stellvertretenden Vorsitzenden der PiS gewählt.
Von 2010 bis 2015 war Kuchciński einer der Vizemarschälle (Vizepräsidenten) des Sejms. Sein Parlamentsmandat konnte er auch bei den Wahlen 2015 verteidigen. Die anschließende Wahl zum Sejmmarschall, protokollarisch die Nummer 2 nach dem Staatspräsidenten, bedeutete den Höhepunkt seiner politischen Karriere. Diese brach im Sommer 2019 ab, nachdem bekannt geworden war, dass Kuchciński mindestens zwei Dutzend Male die Flugbereitschaft der polnischen Luftwaffe für die Strecke von Warschau nach Rzeszów für private Besuchsreisen genutzt und dabei auch mehrmals Familienmitglieder mitgenommen hatte. Am 9. August 2019, seinem 64. Geburtstag, trat Kuchciński als Parlamentspräsident zurück. Seine Nachfolgerin in diesem Amt wurde Elżbieta Witek.
Im Oktober 2022 übernahm er die Leitung der Kanzlei des Premierministers Mateusz Morawiecki, nachdem der bisherige Amtsinhaber Michał Dworcyzk im Zuge einer Affäre um sein gehacktes Mailkonto hatte zurücktreten müssen. Bei den Europawahlen 2024  kandidierte er auf der Liste der PiS, errang aber kein Mandat in Brüssel.